# Урзичени
Урзичени (на румънски: Urziceni) е град в окръг Яломица, Румъния, с население 15 308 жители (по данни от преброяването от 2011 г.).
Основан от овчари, своето име води от думата „urzică“ (коприва).
Споменат за първи път в документ от 23 април 1596 г. в княжеството на Михай Витязул. Придобива статут на търговски център през 1831 и на град през 1895 г. Административен център на окръга от 1716 до 1833 г.

## Спорт
Представителният футболен отбор на града се казва ФК Униря Валахорум Урзичени. Състезава се в най-горния ешелон на румънския футбол.